# Michael Brecker

Michael Brecker in Hamburg (1981)

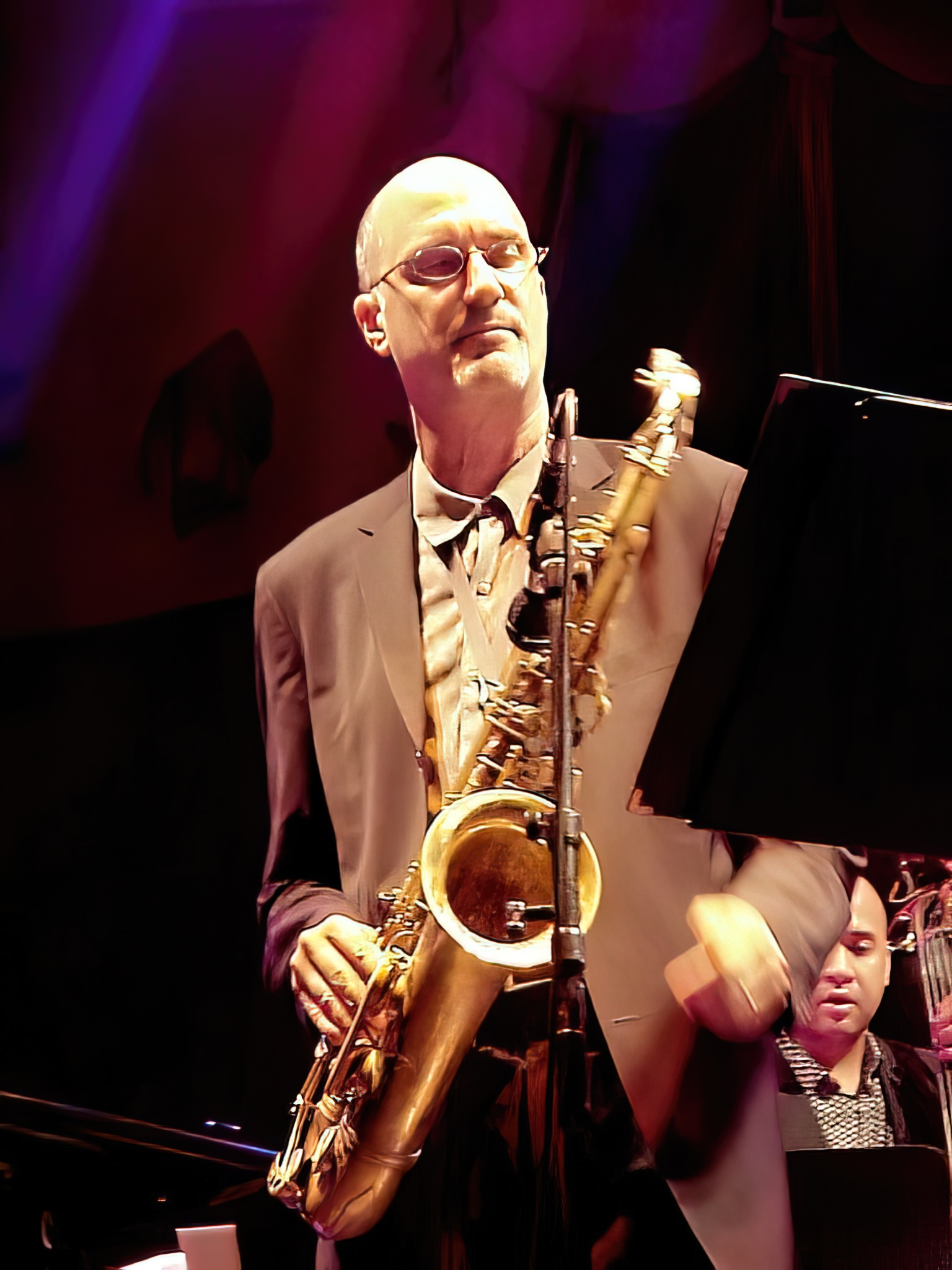
Michael Brecker in München (2001)

Michael Brecker (* 29. März 1949 in Philadelphia, Pennsylvania; † 13. Januar 2007 in New York City) war ein US-amerikanischer Tenorsaxofonist und zählt zu den einflussreichsten Jazzmusikern.

## Leben und Werk
Michael Brecker wuchs in einer musikalischen Familie in Philadelphia auf. Sein Vater war Rechtsanwalt und spielte Jazz-Piano. Brecker jr. begann im Alter von sechs Jahren mit dem Klarinettenspiel, wechselte mit acht zum Altsaxofon und spielte schließlich mit zehn Jahren Tenorsaxofon. Sein älterer Bruder Randy wählte Trompete. Beide Brüder sahen und hörten recht früh unter anderem Miles Davis, Thelonious Monk und Duke Ellington. Der Wunsch, Musiker zu werden, war nach Breckers eigenen Angaben aber der Musik John Coltranes zu verdanken.
1966 folgte Brecker seinem Bruder Randy an die University of Indiana. Nach dem Studium entschloss er sich, Berufsmusiker zu werden. 1968 ging er daher nach New York und spielte zunächst für die Jazzrock-Band Dreams, ab 1973 mit Randy als front line des Horace-Silver-Quintetts. Schließlich traten die Brüder als Brecker Brothers auf und eröffneten 1977 den Musik-Club Seventh Avenue South, in dem night jams zur Gründung der Band Steps Ahead führten, mit der Brecker sechs Alben einspielte.

### Studiomusik
Ab Mitte der 1970er Jahre spielte Brecker als vielgefragter Sideman unter anderem mit Chet Baker, George Benson, Dave Brubeck, Don Cherry, Chick Corea, Gary Burton, Herbie Hancock, Freddie Hubbard, Quincy Jones, Magma, Pat Metheny, Charles Mingus, Jaco Pastorius, Horace Silver, Tony Williams, John Lennon, Melanie Safka, Frank Sinatra, Bruce Springsteen, Frank Zappa, Steely Dan, James Taylor und Joni Mitchell.
Sein Solo-Debüt hatte Brecker 1987 mit einer schlicht Michael Brecker benannten Platte, auf der auch Pat Metheny, Jack DeJohnette und Charlie Haden zu hören sind und die von den Lesern der Jazz-Zeitschrift Down Beat zum „Album des Jahres“ gewählt wurde. Mit seinem zweiten Solo-Album Don't Try This At Home gewann er seinen ersten von insgesamt elf Grammys. 1990 folgte Now You See It ... (Now You Don't), dessen Titelstück eine raffinierte musikalische „Adaption“ der Malerei von M.C. Escher darstellt, in dem ein Rhythmus ohne hörbare „Nahtstelle“ in einen anderen übergeht. Ebenfalls 1990 arbeitete Michael Brecker an dem Album „The Rhythm Of the Saints“ von Paul Simon mit, welches Brecker als sein 'absolutes Lieblingsalbum' bezeichnete. Es folgten eineinhalb Jahre Tournee mit Paul Simon. Mit Randy Brecker trat er auch mit Hal Galper auf (Live at the Berlin Philharmonic 1977).
1992 wurden die Brecker Brothers wiederbelebt, die 1994 Out of the Loop herausbrachten. 1995 und 1996 kam es zu einer Zusammenarbeit mit Herbie Hancock, 1997 spielte Brecker dann auf den Tales From the Hudson wieder mit Pat Metheny, Dave Holland und Jack DeJohnette. 1998 wurde Two Blocks From the Edge dann mit der Tournee-Band eingespielt. Auf Time Is of the Essence, programmatisch drei Schlagzeugern gewidmet, fanden sich dann neben Pat Metheny erstmals Elvin Jones und für die Hammond-B-3-Orgel Larry Goldings.
Brecker spielte im Laufe seines Musikerlebens auf 900 Alben und gewann elf Grammy Awards. 2007 wurde ihm in der Kategorie Best Jazz Instrumental Solo für sein Solo auf dem Album Some Skunk Funk posthum der zwölfte Grammy verliehen. Posthum erhielt sein Album Pilgrimage 2007 den Jahrespreis der deutschen Schallplattenkritik.

### Erkrankung und Tod
Seit Frühling 2005 litt Michael Brecker am Myelodysplastischen Syndrom, einer schweren Erkrankung des Knochenmarks, bei der die Blutbildung nicht von gesunden, sondern von genetisch veränderten Ursprungszellen ausgeht, und deren Folge eine gestörte Bildung der Blutzellen ist. Dieses Syndrom entwickelte sich schließlich zur Leukämie. Am 13. Januar 2007 erlag er seiner Krankheit. Er hinterließ seine Ehefrau Susan und zwei erwachsene Kinder. Die bekannte Blog-Software WordPress widmete ihm ihre Version 2.5 im März 2008.

## Zitate
„Sein Ton war stark und fokussiert, und manches seiner erkennbaren Sprache erinnerte an Coltrane. Aber er konnte auch Pop, wo ein Solo schnell auf den Punkt kommen muss, daher war Mr. Brecker vor allem ein Experte für spannende kurze Solos.
Er konnte den ganzen Tonumfang des Saxophons in einem kurzen Solo nutzen, von Altissimo bis zu tiefsten Tönen, und das mit den reichen, gefühlvollen Phrasierungen von Saxophonisten wie Junior Walker verbinden.“

## Diskografie (Auszug)
- The Brecker Brothers: Back To Back (1976)
- The Brecker Brothers:  Heavy Metal Be-Bop (1978)
- The Brecker Brothers: Detente (1980)
- The Brecker Brothers: Straphangin (1981)
- Michael Brecker & Claus Ogerman: Cityscape (Album, 1982)
- Michael Brecker: Michael Brecker (1987)
- Michael Brecker: Don’t Try This At Home (1988)
- Michael Brecker: Now You See It ... (Now You Don’t) (1990)
- The Brecker Brothers: Return Of The Brecker Brothers (1992)
- The Brecker Brothers: Out Of The Loop (1994)
- The Brecker Brothers: The Brecker Brothers, Live (1994)
- Michael Brecker: Tales From The Hudson (1996)
- Michael Brecker: Two Blocks From The Edge (1998)
- Michael Brecker: Time Is Of The Essence (1999)
- Michael Brecker: Nearness of You: The Ballad Book (2001)
- Charlie Haden & Michael Brecker: American Dreams  (2002)
- Michael Brecker: Wide Angles (2003)
- Randy & Michael Brecker (& die WDR-Big-Band): Some Skunk Funk (2005)
- Michael Brecker: Pilgrimage (2007 postum veröffentlicht, Jahrespreis der deutschen Schallplattenkritik 2007)